# Spelaeomysis nuniezi
Spelaeomysis nuniezi is een kreeftachtigensoort uit de familie van de Lepidomysidae. De wetenschappelijke naam van de soort is voor het eerst geldig gepubliceerd in 1971 door Bacescu & Orghidan.